# Harry Parry
Harry Owen Parry (* 22. Januar 1912 in Bangor, Wales; † 18. Oktober 1956 in London) war ein britischer Jazz-Klarinettist und Bandleader.

## Leben und Wirken
Harry Parry spielte als Kind Kornett, Tenor-Horn, Flügelhorn, Schlagzeug und Violine; 1927 begann er Klarinette und Saxophon zu spielen. Nachdem 1932 nach London gezogen war, spielte er zunächst in verschiedenen Tanzbands, wie bei Percival Mackey, danach leitete er ein eigenes Sextett. 1940 hatte er ein längeres Engagement im St. Regis Hotel und bekam schließlich von der BBC die Leitung einer Band für ihre Radio Rhythm Club-Show angetragen. Mit seinem Sextett nahm er für Parlophone über 100 Stücke auf, an denen u. a. auch Cab Kaye, George Shearing, Jimmy Skidmore und Doreen Villiers mitwirkten. Nach Ende des Zweiten Weltkriegs arbeitete er hauptberuflich für Radio und Fernsehen, so auch als Discjockey. Ende der 1940er und in den 1950er Jahren ging er weltweit auf Tourneen. Stilistisch zeigte Parrys Musik Nähe zu Benny Goodman.